# تپه کنگرشاه علیا
تپه کنگرشاه علیا مربوط به دوران پیش از تاریخ ایران باستان - دوران‌های تاریخی پس از اسلام است و در شهرستان صحنه، بخش مرکزی، روستای کنگرشاه واقع شده و این اثر در تاریخ ۱۸ خرداد ۱۳۸۴ با شمارهٔ ثبت ۱۱۸۲۹ به‌عنوان یکی از آثار ملی ایران به ثبت رسیده است.